# Federico Viviani
Federico Viviani, född 24 april 1992 i Lecco, är en italiensk fotbollsspelare som spelar för SPAL.

## Meriter

### Klubb
Roma
- Campionato Primavera: 2010/2011
- Coppa Italia Primavera: 2011/2012